# 豊岡駅 (静岡県)
豊岡駅（とよおかえき）は、静岡県磐田市新開にある天竜浜名湖鉄道天竜浜名湖線の駅。
駅名は、旧村名豊岡村に由来する。

## 歴史
- 1940年（昭和15年）6月1日：鉄道省二俣線遠江森駅 - 金指駅間延伸時に野部駅（のべえき）として開設[1]。一般駅[1]。
- 1961年（昭和36年）5月16日：遠州鉄道気動車が、西鹿島駅から当駅経由で遠江森駅まで乗入。
- 1964年（昭和39年）2月1日：貨物取扱廃止（旅客駅化）[1]。
- 1966年（昭和41年）10月1日：遠州鉄道気動車乗入廃止。二俣線時代の野部駅はタブレット交換が行われる交換駅であった。
- 1970年（昭和45年）6月1日：荷物扱い廃止[1]。
- 1980年（昭和55年）2月6日：無人駅化[2]。
- 1987年（昭和62年）3月15日：二俣線が第三セクター鉄道へ転換、天竜浜名湖鉄道の駅となる[1]。同時に豊岡駅（とよおかえき）に改称[1]。程無くして下り線ホーム運用廃止、下り線を待避線へ変更。
- 2002年（平成14年）12月22日：待避線に再度下り線ホーム新設、交換可能駅となる[3]。
- 2003年（平成15年）2月18日：豊岡村商工会館併設新駅舎完成。

## 駅構造

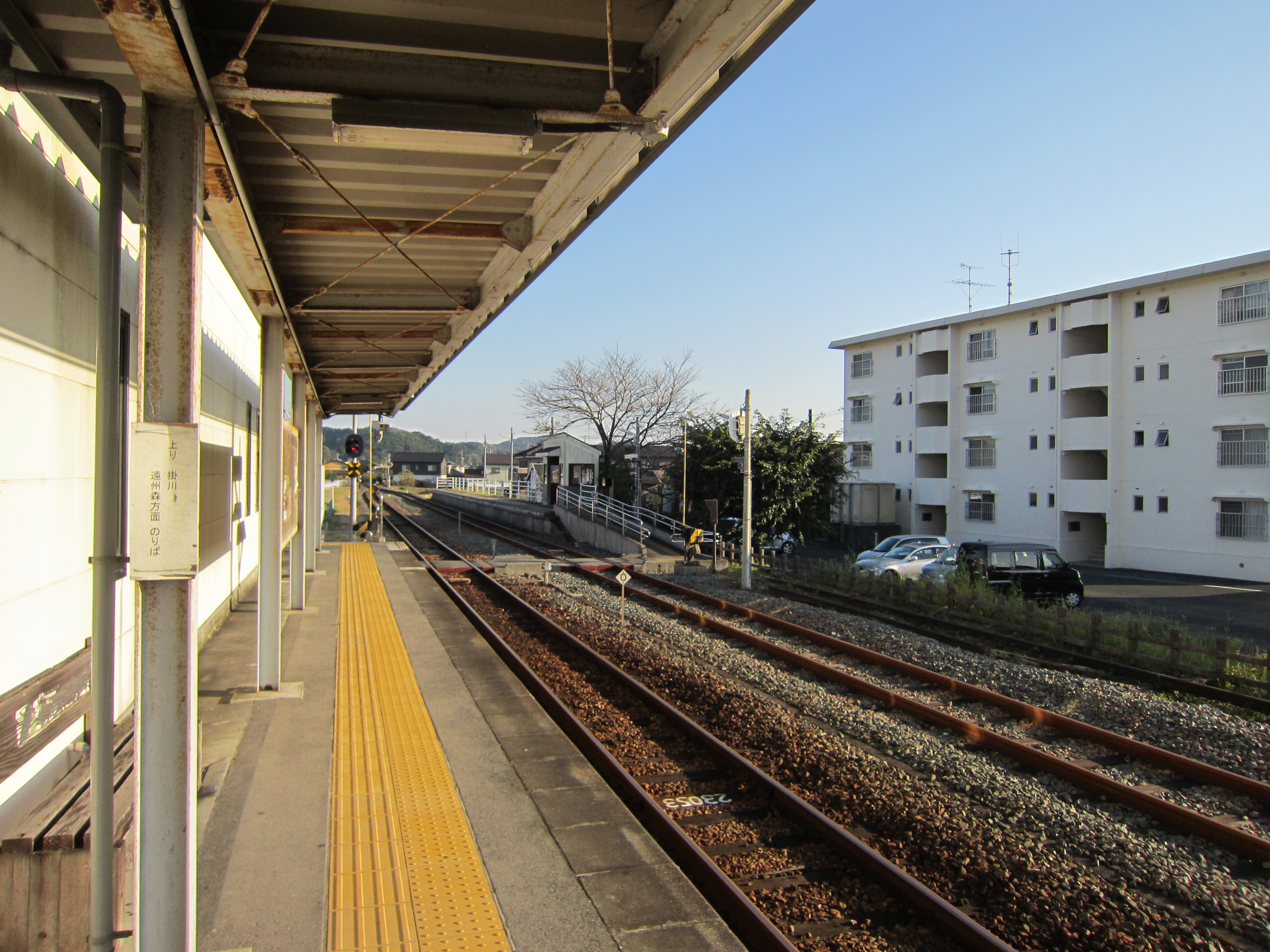
ホーム（2011年10月）

相対式ホーム2面2線を有する地上駅。二俣線時代は駅舎側に貨物用引込線があった。駅舎は上り線ホーム側にあり、両ホームは構内踏切で連絡している。
無人駅有人駅時代はタブレット交換駅であった。通過する貨物列車のためタブレットキャッチャー等が供えられていた。駅舎は2003年に豊岡村商工会館（現・磐田市商工会豊岡支所）が併設されたものに改築された。
2002年以前は単式ホーム1面1線であったが、2002年に待避線化していた下り線ホームを復旧、再度交換可能駅となった。

### のりば
| のりば         | 路線          | 行先                               |
| -------------- | ------------- | ---------------------------------- |
| 上り（駅舎側） | ■天竜浜名湖線 | 遠州森・掛川方面                   |
| 下り           | ■天竜浜名湖線 | 天竜二俣・西鹿島・金指・新所原方面 |

## 利用状況
近年の1日平均乗車人員の推移は以下の通り。
| 乗車人員推移 | 乗車人員推移    |
| 年度         | 1日平均乗車人員 |
| ------------ | --------------- |
| 2008         | 58              |
| 2009         | 65              |
| 2010         | 72              |
| 2011         | 71              |
| 2012         | 70              |
| 2013         | 72              |
| 2014         | 60              |
| 2015         | 64              |
| 2016         | 77              |
| 2017         | 74              |
| 2018         | 76              |

## 駅周辺
住宅が多数あり、商店もある。
- 磐田市役所 豊岡支所
- 磐田市デマンド型乗り合いタクシー「お助け号」豊岡線「天浜線豊岡駅」乗合所（磐田市豊岡地区の住民のみ利用可能・事前予約制）
- ウエルシア薬局磐田豊岡駅前店
- 遠州中央農業協同組合豊岡支店
- 野部郵便局
- 磐田市立豊岡北小学校
- 磐田市立豊岡中学校
- 豊岡梅園

## バス路線
豊岡駅前交差点付近に遠州鉄道（遠鉄バス）の野部バス停留所がある。日中は毎時1本運行。
- 遠鉄バス磐田天竜線
  - [30] 二俣 山東方面
  - [30] （ららぽーと磐田経由） 磐田駅方面

## 隣の駅
天竜浜名湖鉄道
■天竜浜名湖線
敷地駅 - 豊岡駅 - 上野部駅